# Pilumnus agassizi
Pilumnus agassizi är en kräftdjursart. Pilumnus agassizi ingår i släktet Pilumnus och familjen Pilumnidae. Inga underarter finns listade i Catalogue of Life.